# Медицинска тајна
Медицинска тајна је се све оно што лекар и медицински или здравствени радник и сарадник сазнају о пацијенту у контакту са пацијентом у току обављања свог позива. Она није произашла из неког прописа који је дошао споља, него је створена захваљујући самом бићу медицинске делатности, која важи као ars muta. Медицинска тајна је, у начелу истовремено, и професионална и службена тајна. У ову област спадају сви подаци (дијагноза, врста лечења, неспособност итд.), чије би саопштавање трећим лицима могло нанети директну или индиректну штету пацијенту. Чување медицинске тајне је морална, етичка и правна обавеза лекара и свих медицинских радника и сарадника.

## Историјат и значај
Медицинска тајна, један је од најстаријих облика професионалне тајне, и строго је повезана са медицинским позивом. Познато је из најстаријих медицинских записа као што је Хипократова заклетва из 4. век п. н. е., да је лекар имао обавезу да чува и не одаје другим лицима податке које је он прикупио о болеснику током његовог лечења;
| „ | Све што сазнам приликом вршења моје професије или свакодневног пословања са људима, а што не треба ширити даље, чуваћу као тајну и никада нећу открити. | ” |

Професионална тајна дуго је кроз историју медицине представљала искључиво моралну обавезу лекара према пацијенту. У 18. веку она је поред Хипократове заклетве, чување медицинске тајне, постала и правна обавеза, која је нешто касније регулисана и законом. На тај начин, медицинска тајна постала је нпр. и одговарајућа обавеза адвоката.
За откривање тајне од стране медицинског особља први пут је утврђена казна у Пруском општем земаљском праву, 1794. године. У 19. веку, дужност чувања медицинске тајне била је регулисана и правним санкцијама у кривичном законодавству, што се примењује све до данашњих дана. Данас је медицинска тајна, постала саставни део медицинске етике и сталешких правила медицинске професије
Међународна организација за стандардизацију (енгл. International Organization for Standardization (ISO)) у свом стандарду (ISO-17799) регулише... „да су поверљиве (тајне) информације доступне само овлашћен лицима које имају приступ тим информацијама“ и један је од кључних прописа у свету о безбедности информација. На списку професија на које се односи примена овог стандарда је и медицинска професија.
Обавеза чувања тајне односи се не само на лекаре већ и на друго медицинско и немедицинско особље (здравствене раднике) укључене у процес лечења болесника, и које по службеној дужности долазе до података о пацијенту који су обухваћени медицинском тајном. У неким земљама света као што је Швајцарска и студенти медицине, подлежу кривичној одговорности и судском кажњавању у случају да одају податке о неком болеснику, које су прикупили у току студентске праксе или наставе. Посебно се законом строже санкционише одавање лекарске тајне у циљу стицања материјалне користи.
Поштовањем медицинске тајне, лекар и друго медицинско особље чува не само углед болесника, већ поштовањем тајне он изграђује свој лични ауторитет, кроз поверење које исказује болеснику у току лечења. Чување медицинске тајне, није регулисано само лекарским кодексом еснафских удружења лекара и струковних медицинских техничара и фармацеута, већ и законским прописима, по којима се одавање медицинске тајне сматра кривичним делом.

## Основна начела
Основа чувања медицинске тајне је заштита пацијентових интереса, што произлази из његових законских права. Чувањем медицинске тајне чувам се и односе између медицинског радника и пацијента, и тиме остварује и учвршћује поверење и слобода поверавања пацијента. Ови односи су од битног значаја и без њих се не може успешно обављати медицинска делатности.

### Круг лица обавезних да чувају медицинску (професионалну) тајну
По Закону о здравственој заштити многих земаља укључујући ту и Србију обавезу да чувају тајну о личним подацима пацијента имају:
| „ | ...сви здравствени радници и здравствени сарадници, као и друга лица запослена у здравственим установама, приватној пракси, односно организацији здравственог осигурања код које је пацијент здравствено осигуран, а којима су ти подаци доступни и потребни ради остваривања законом утврђених надлежности. | ” |

Обавези чувања тајне, поред лица наведених у цитату, о личности пацијента имају и студенти наведених професија, секретарице и остала лица која су по занимању лекарски помоћници.
Обавезу чувања медицинске тајне немају лица запослена као лекарева кућна послуга и лица која су лекару помогла у збрињавању једног јединог пацијента.
Обавеза чувања професионалне тајне не престаје са окончањем професионалне делатности, него је трајна и доживотна обавеза медицинских радника.

### Шта спада у медицинску тајну?
У медицинску тајну спадају следеће информације (у ужем и ширем смислу) које је пацијент саопштио надлежном здравственом раднику или их је он сазнао током третмана пацијента:
- Подаци који се односе на његово стање здравља и потенцијалне дијагностичке и терапијске процедуре
- Подаци о приватности пацијента прикупљени током спровођења дијагностичких испитивања, посете специјалисти и медицинско -хируршког лечења у целини.
- Информације које поред података о болести и болеснику, обухватају и податке о личним, породичним, професионално, економским и финансијским приликама пацијента, као и његове односе са другима.[10]

У тајну спадају не само информације о пацијенту него и подаци о трећим лицима, чија је имена лекару саопштио пацијент ( ако је пацијент заинтересован да оне остану „под велом ћутања“.
У начелу, лекар медицинску тајну не би требало да открије никоме, па ни члановима породице, блиским пријатељима и сродницима пацијента. Изузетак може настати у случају кад је реч о малолетном пацијенту, јер је за његово лечење потребна сагласност родитеља, усвојиоца или стараоца. Лекар мора тим лицима да пружи потребно обавештење о болести малолетника и о медицинској мери са којом она треба да се сагласе. Јер без обавештења и прибављања њихове сагласност поступак лечења није правно ваљан. 

### Облици медицинске тајне
У зависности од односа који се реализују током медицинске интервенције може се разликовати: јединствена и подељена тајна.
Јединствена медицинска тајна
Јединствену тајну носи само медицински радник, најчешће лекар, који је као једини у свом раду и контакту са пацијентом до ње дошао. Она је била карактеристична за традиционалне односе између лекара и пацијента. 
Подељена медицинска тајна
Подељене медицинска тајна је она тајна која постоји између лекара као најодговорнијег лица, али и свих других који у процесу рада до ње могу доћи. Овај облик медицинске тајне настао је након увођења тимског рада у медицину. Наиме са социјализацијом медицине указала се потреба за увођењем обавеза да се о лечењу пацијената достављају разни статистички и други подаци, нпр. служби здравственог осигурања, превентивномедицинским установама, полицији итд . У овом подељеном ланцу тајне етича је и законска обавеза свих да чувају медицинску тајну.

## Место и улога пацијента у медицинској тајни
Са медицинском тајном, у непосредној вези су право пацијента да он буде заштићен обавезом медицинских радника да је чувају, као и правом пацијента у виду привилегије и права на приватност. Пацијент има привилегију или искључиво право да доноси одлуку о томе што се од медицинске тајне може саопштити трећим лицима. Без његовог овлашћења медицински радници то не смеју чинити.
Право на приватност значи право пацијента да његов живот буде заштићен од било каквог мешања са стране које би могло имати за последицу његову болест или уопштено његов контакт са медицинским радницима. Право пацијента на чување медицинске тајне као и право на привилегију и приватност везано је, пре свега, за начело поштовања личности пацијента и његове аутономије или за начело лат. primun nonnocere".

## Одавање медицинске тајне без одговорности
Одавање медицинске тајне без етичке и кривичне одговорности могуће је у следећим случајевима:
- Уколико пацијент својевољно овласти лекара односно медицинског радника да његову тајну може саопштити трећим лицима, и то само онима које пацијент одреди и коме се и у којој мери његова медицинска тајна може открити.[15]
- Уколико лекар има и етичку и законску обавезу да штити друштвене интересе али и интересе пацијента. У случајевима када лекар током своје медицинске делатности дође до закључка да би даље чување медицинске тајне могло угрозити виталне и егзистенцијалне интересе трећих лица, дужан је пажљиво одмерити и проценити да ли медицинску тајну треба саопштити. У таквим случајевима, његова етичка и законска обавеза може бити откривање медицинске тајне (нпр. ако постоји озбиљна опасност која прети некоме од психијатријског болесника).
- У новије време почиње се истицати и обавеза заштите трећих лица од ХИВ позитивних пацијената или оних са АИДС-ом, када ти пацијенти неће или нису способни сами да предузму мере да своју околину и друге заштите од инфекције. Слично може бити и са другим озбиљним полно преносивим и заразним болестима. Данас је на овом пољу највећа медицинскоетичка дилема да ли сачувати тајно сазнање да један брачни партнер има ХИВ инфекцију или неку другу полну заразу. Медицинскоетички став је да се брачном партнеру саопшти истина о ХИВ позитивности супружника, али крв на анализу не сме никада бити узета тајно да би се тестирала на ХИВ инфекцију.
- Код злоупотреби и занемаривању деце, даје се не само право, већ утврђује и обавеза лекара да у одређеним случајевима и по одређеној процедури открије медицинску тајну овлашћеном органу друштвене заједнице.
- Лекар или медицински радник обавезан је да на тражење и по налогу суда, као више инстанце да ода медицинску тајну. У том случају суд не само да га ослобађа већ га и обавезује да је саопштити. У зависности од природе медицинске тајне, суд може наложити да се процес води без присуства јавности. Након саопштавања на суду медицинска тајна постаје и службена тајна чланова суда.

### Веза између претходних сазнања и права на одавања тајне
О медицинској тајни не може бити говора у случају кад лекар илу други медицински радник сазна за тајну независно од свог занимања (на пример, у приватном разговору) или самовољно, на илегалан начин (на пример, читањем затвореног писма адресованог на пацијента). Међутим, лекар може накнадно постати обавезан да чува и такву тајну, уколико у ксанијем периоду буде лечио лице о чијој се тајни ради.
Стварна функционална веза између сазнања одређених чињеница и професионалног рада постоји без обзира на то да ли лекар лечи пацијента случајно (на пример, као жртву саобраћајног удеса), добровољно или принудно. Али, ако медицински радник наступа у улози медицинског вештака, тада може да обелодани резултат испитивања, уколико је пацијент, односно испитаник, обавезан да се подвргне тестирању или је на то пристао својевољно. У последњем случају пристанак на испитивање може се опозвати у сваком тренутку, све до подношења извештаја о вештачењу, па је зато и ослобађање од дужности чувања тајне опозиво.

## Размена информација о тајним подацима
Размена информација о тајним подацима између лекара који раде у тиму, између ординирајућег лекара и лекара специјалисте, као и између лекара који наизменично лече истог пацијента, не сматра се откривањем медицинске тајне. Ово начелно важи и за лекарске помоћнике који су сазнали податке који имају карактер тајне.
Саопштење података о пацијенту осталим лекарима, без одобрења пацијента сматра се недопуштено. Међутим, како лекари и медицински техничари имају легитимну потребу за разменом искустава, они могу један другоме описати случајеве на начин који не допушта идентификацију пацијента. Пацијентова права на тајну тиме није погођена, уколико се не спомиње ни његово име нити неки други податак који не омогућава закључак о којој се личности ради. Под тим условима може се сматрати да тајна није откривена. Исти критеријуми важе и за доступност одговарајућих информација о пацијенту у публикацијама у стручној медицинској литератури. При објављивању слике, њен изглед се мора подесити тако да се не може препозна лице које она представља.

## Одавање података из медицинске документације
И поред постојања прописа о поступању са подацима из медицинске документације, у пракси још увек постоје потешкоће око давања и добијања документације на увид, углавном због тога јер још увек није јасно и потпуно решено питање власништва медицинске документације, односно да ли је та документација власништво пацијента или лекара (здравственог радника) који му пружа здравствену услугу / заштиту, односно здравствене установе у којој му се та заштита пружа, због чега понекад настају проблеми у раду медицинског особља.
Право пацијента на приступ његовој медицинској документацији, загарантовано је Законом, али ипак може бити подложно одређеним ограничењима. На основу медицинскоправне теорије, лекар би могао пацијенту, на пример ускратити увид у документације која садржи податак да болује од неизлечиве болести, увид у белешке о субјективним утисцима лекара о пацијенту и његовој родбини, о привременој дијагнози (која је касније одбачена као погрешна), о неоправданим примедбама пацијента током лечења... Ограничење права пацијента на приступ (увид) медицинској документацији посебно је изражено у односу на пацијенте који се лече од психичких болести.
Лекар није повредио дужност чувања медицинске тајне ако је податке из медицинске документације обзнанио, односно учинио доступним трећим лицима због тога што су га на одавање тих података обавезали законски (или други) прописи. У таквом случају лекар треба информисати пацијента. Законско допуштење за увид у приватност треба, као изузетак, увек тумачити крајње рестриктивно.
Здравствени интереси трећих особа могу довести лекара у моралну дилему када треба одати или прећутати податке из медицинске документације, као, на пример, код постојања заразне болести. У таквим случајевима је, у правилу, дужност лекара као чувара јавног здравља јасно (законски) дефинисана. У смислу кривичноправне одговорности, КЗ не поставља заштиту апсолутно, јер одређује да кривично дело неовлашћеног откривања професионалне (лекарске) тајне не постоји ако је откривање тајне почињено у општем интересу или интересу друге особе, који је претежнији од интереса чувања тајне. 121,122

## Неовлашћено откривање тајне
Уколико лекар или други здравствени радник или друго лице неовлашћено открије тајну коју је сазна у вршењу својег позива, биће кажњен затвором, новчаном казном Гоњење се предузима по приватној или службеној тужби, а одлуку о висини казне доноси суд.

## Послесмртна дужност чувања медицинске тајне
Медицински радник је дужан да, у пуној мери, чува професионалну тајну и после смрти пацијента кога је лечио или учествовао у његовом лечењу.. У неким кривичним законима то је изричито прописано, мада се у начелу такав став подразумева и без одговарајућег прописа. Јер право човека на приватност не гаси се након његове смрти.
Поред тога, овлашћење пацијента да располаже тајном из домена сопственог живота, као строго лично право, престаје да постоји у тренутку његове смрти. Пацијент после смрти није више у стању да лекара ослободи обавезе чувања тајне, а неки правници сматрају да то не могу да учине ни његови наследници ни њему блиска лица. Међутим, послесмртна обавеза ћутања може бити укинута заживотном изјавом умрлог лица, изричитом или прећутном.
Медицинска тајна се може одати и на основу претпостављеног пристанак пацијента да се тајна открије, што даје могућност лекару или болеснику блиском лицу да оцени, треба ли и даље сматрати да интерес за чување тајне постоји и даље или је он престао да важи са пацијентовом смрћу. Ту чињеницу треба пажљиво утврђивати у сваком конкретном случају. Садржина претпостављене воље може се утврдити из личних пацијентових прилика, из његових личних интереса, жеља, потреба и представа о вредностима. Ако са овим поступцима утврди да не постоји ниједна тачка ослонца за веровање да би се пацијент успротивио давању другим лицима поверљивих података о себи, тада се сматра да се одавање тајне може оправдати његовим претпостављеним пристанком.
Медицинска етика и интереси умрлог пацијента обавезују лекара да изврши савесно процену, док му судови остављају при том само ограничену слободу одлучивања, која је подложна накнадној провери.
| „ | Ако је реч, на пример, о способности тестирања умрлог пацијента, тада његов добро схваћен интерес не би био да се његова неспособност за тестирање прећути, него да се његова писмено изражена последња воља испуни. Стога међу правницима преовладава став да се дужност чувања тајне не протеже на питање способности тестаменталног располагања, него обухвата само детаље из интимне сфере. Ипак, у случају сумње, лекар треба увек да се одлучи за послесмртну обавезу ћутања. | ” |